# Rivalité entre l'Algérie et le Maroc en football
 (juillet 2019).
Si vous disposez d'ouvrages ou d'articles de référence ou si vous connaissez des sites web de qualité traitant du thème abordé ici, merci de compléter l'article en donnant les références utiles à sa vérifiabilité et en les liant à la section « Notes et références ».
 (décembre 2021).
- Si vous ne connaissez pas le sujet, laissez ce bandeau (vous pouvez alors contacter les auteurs).
- Si vous supprimez le contenu mis en cause (vous pouvez préalablement contacter les auteurs),

argumentez précisément cette suppression dans la page de discussion
(un manque de référence n'est pas un argument ; une recherche réelle de référence doit avoir été effectuée, être formellement documentée).
Cet article présente la rivalité particulière qui existe entre l'équipe d'Algérie de football et l'Équipe du Maroc de football. Il recense et étudie les confrontations officielles entre le Maroc et l'Algérie.

## Histoire de la rivalité

### Début
Pendant la période coloniale française en Algérie, il y avait trois sélections régionales dans chaque région, le Département d'Alger était représenté par l'équipe d'Alger, le Département d'Oran par l'équipe d'Oran et le Département de Constantine par l'équipe de Constantine.
L'Empire chérifien (avant et pendant le protectorat français) etait présentée par sa sélection chérifienne et la Tunisie sous le protectorat français également par sa sélection.
Des grands joueurs ont représenté les deux sélections durant cette période comme Abdelaziz Ben Tifour et Mustapha Zitouni pour l'Algérie, Larbi Ben Barek et Driss Joumad pour le Maroc.
Au début, il y avait que des matches amicaux entre ces quatre sélections, jusqu'à la création de l'Union des ligues nord-africaines de football qui organisa la 1re compétition officielle concernant les sélections d'Afrique du nord, sous le nom du Tournoi Inter-ligues de l'ULNA.
La compétition s'est arrêtée avec l'indépendance du Maroc et de la Tunisie en 1956.

### Période post coloniale
La première confrontation entre les deux sélections se termina par un match nul sur le score de 0-0 à Alger, le 31 octobre 1965. Le Maroc a remporté dix confrontations alors que l'Algérie en a remporté neuf. La plus grande victoire de l'Algérie a eu lieu à Casablanca en 1979 avec un score de 1-5 dans le cadre des éliminatoires des Jeux olympiques 1980 de Moscou. La plus grande victoire du Maroc a eu lieu à Marrakech en 2011 avec un score de 4-0 lors du dernier match dans le cadre des qualifications à la CAN.

## Confrontations

### Années 1960
| Entraîneur :              |
| Smaïl Khabatou ... Ouadah |

| Entraîneur :    |
| Mohamed Massoun |

| Entraîneur :              |
| Smaïl Khabatou ... Ouadah |

| Entraîneur :    |
| Mohamed Massoun |

| Entraîneur :    |
| Mohamed Massoun |

| Entraîneur :   |
| Smaïl Khabatou |

| Entraîneur :    |
| Mohamed Massoun |

| Entraîneur :   |
| Smaïl Khabatou |

| Entraîneur : |
| Lucien Leduc |

| Entraîneur :    |
| Mohamed Massoun |

| Entraîneur : |
| Lucien Leduc |

| Entraîneur :    |
| Mohamed Massoun |

| Entraîneur : |
| Lucien Leduc |

| Entraîneur :        |
| Abderrahman Mahjoub |

| Entraîneur : |
| Lucien Leduc |

| Entraîneur :        |
| Abderrahman Mahjoub |

| Entraîneur :    |
| Mohamed Massoun |

| Entraîneur : |
| Lucien Leduc |

| Entraîneur :    |
| Mohamed Massoun |

| Entraîneur : |
| Lucien Leduc |

| Entraîneur : |
| Saïd Amara   |

| Entraîneur : |
| Guy Cluseau  |

| Entraîneur : |
| Saïd Amara   |

| Entraîneur : |
| Guy Cluseau  |

| Entraîneur : |
| Guy Cluseau  |

| Entraîneur : |
| Saïd Amara   |

| Entraîneur : |
| Guy Cluseau  |

| Entraîneur : |
| Saïd Amara   |

| Entraîneur :                     |
| Abdelaziz Ben Tifour Hamid Zouba |

| Entraîneur : |
| Guy Cluseau  |

| Entraîneur :                     |
| Abdelaziz Ben Tifour Hamid Zouba |

| Entraîneur : |
| Guy Cluseau  |

### Années 1970
| Entraîneur : |
| Hamid Zouba  |

| Entraîneur :    |
| Blagoje Vidinić |

| Entraîneur : |
| Hamid Zouba  |

| Entraîneur :    |
| Blagoje Vidinić |

| Entraîneur :    |
| Blagoje Vidinić |

| Entraîneur : |
| Hamid Zouba  |

| Entraîneur :    |
| Blagoje Vidinić |

| Entraîneur : |
| Hamid Zouba  |

| Entraîneur : |
| Saïd Amara   |

| Entraîneur :        |
| Abderrahman Mahjoub |

| Entraîneur : |
| Saïd Amara   |

| Entraîneur :        |
| Abderrahman Mahjoub |

| Entraîneur :        |
| Gheorghe Mărdărescu |

| Entraîneur :  |
| Dumitru Macri |

| Entraîneur :        |
| Gheorghe Mărdărescu |

| Entraîneur :  |
| Dumitru Macri |

| Entraîneur :  |
| Dumitru Macri |

| Entraîneur :        |
| Gheorghe Mărdărescu |

| Entraîneur :  |
| Dumitru Macri |

| Entraîneur :        |
| Gheorghe Mărdărescu |

| Entraîneur : |
| Guy Cluseau  |

| Entraîneur :                     |
| Zdravko Rajkov Mahieddine Khalef |

| Entraîneur : |
| Guy Cluseau  |

| Entraîneur :                     |
| Zdravko Rajkov Mahieddine Khalef |

| Entraîneur :                     |
| Zdravko Rajkov Mahieddine Khalef |

| Entraîneur : |
| Guy Cluseau  |

| Entraîneur :                     |
| Zdravko Rajkov Mahieddine Khalef |

| Entraîneur : |
| Guy Cluseau  |

### Années 1980
| Entraîneur :                     |
| Mohamed Jebrane Hamadi Hamidouch |

| Entraîneur :                     |
| Zdravko Rajkov Mahieddine Khalef |

| Entraîneur :                     |
| Mohamed Jebrane Hamadi Hamidouch |

| Entraîneur :                     |
| Zdravko Rajkov Mahieddine Khalef |

| Entraîneur :  |
| Rabah Saâdane |

| Entraîneur : |
| José Faria   |

| Entraîneur :  |
| Rabah Saâdane |

| Entraîneur : |
| José Faria   |

| Entraîneur : |
| José Faria   |

| Entraîneur :   |
| Ievgueni Rogov |

| Entraîneur : |
| José Faria   |

| Entraîneur :   |
| Ievgueni Rogov |

| Entraîneur : |
| José Faria   |

| Entraîneur :   |
| Ievgueni Rogov |

| Entraîneur : |
| José Faria   |

| Entraîneur :   |
| Ievgueni Rogov |

| Entraîneur : |
| Kamel Lemoui |

| Entraîneur :  |
| Jayme Valente |

| Entraîneur : |
| Kamel Lemoui |

| Entraîneur :  |
| Jayme Valente |

| Entraîneur :      |
| Antonio Angelillo |

| Entraîneur : |
| Kamel Lemoui |

| Entraîneur :      |
| Antonio Angelillo |

| Entraîneur : |
| Kamel Lemoui |

### Années 1990
| Entraîneur : |
| A. Kermali   |

| Entraîneur : |
| A. Kermali   |

| Entraîneur : |
| A. Kermali   |

| Entraîneur : |
| A. Kermali   |

| Entraîneur :     |
| Ighil & Mehdaoui |

| Entraîneur :     |
| Ighil & Mehdaoui |

### Années 2000
| Entraîneur :      |
| Henryk Kasperczak |

| Entraîneur :    |
| Abdel Djaadaoui |

| Entraîneur :      |
| Henryk Kasperczak |

| Entraîneur :    |
| Abdel Djaadaoui |

| Sélectionneur : |
| Hamid Zouba     |

| Sélectionneur : |
| Humberto Coelho |

| Sélectionneur : |
| Hamid Zouba     |

| Sélectionneur : |
| Humberto Coelho |

| Sélectionneur : |
| Saadane         |

| Sélectionneur : |
| Saadane         |

### Années 2010
| Sélectionneur :    |
| Abdelhak Benchikha |

| Sélectionneur :    |
| Abdelhak Benchikha |

| Sélectionneur : |
| Eric Gerets     |

| Sélectionneur :    |
| Abdelhak Benchikha |

| Sélectionneur : |
| Eric Gerets     |

| Sélectionneur :    |
| Abdelhak Benchikha |

### Années 2020
| Coupe arabe de la FIFA         | Maroc                                              | 2 – 2 ap 3 – 5 t. a. b. | Algérie                                          | | |
| 11 décembre 2021 22 h 00 UTC+3 | Nahiri 64e · Benoun 111e                           | (0 – 0, 1 – 1, 1 – 2)   | 62e (pen.) Brahimi · 102e Belaïli                | Stade d'Al-Thumama, Doha Spectateurs : 24,823 Arbitrage : Wilton Pereira Sampaio (en) Arbitre vidéo : Rafael Traci | Stade d'Al-Thumama, Doha Spectateurs : 24,823 Arbitrage : Wilton Pereira Sampaio (en) Arbitre vidéo : Rafael Traci |
| 11 décembre 2021 22 h 00 UTC+3 | Saadane 17e · Haddad 34e · Benoun 84e · Chibi 119e | Rapport                 |                                                  | Stade d'Al-Thumama, Doha Spectateurs : 24,823 Arbitrage : Wilton Pereira Sampaio (en) Arbitre vidéo : Rafael Traci | Stade d'Al-Thumama, Doha Spectateurs : 24,823 Arbitrage : Wilton Pereira Sampaio (en) Arbitre vidéo : Rafael Traci |
| 11 décembre 2021 22 h 00 UTC+3 | Rahimi · Benoun · Jabrane · El Berkaoui            | Tirs au but 3 – 5       | Belaïli · Bendebka · Bedrane · Benayada · Tougai | Stade d'Al-Thumama, Doha Spectateurs : 24,823 Arbitrage : Wilton Pereira Sampaio (en) Arbitre vidéo : Rafael Traci | Stade d'Al-Thumama, Doha Spectateurs : 24,823 Arbitrage : Wilton Pereira Sampaio (en) Arbitre vidéo : Rafael Traci |

## Bilan
|                              | Joués | Algérie | Nuls | Maroc | Buts pour l'Algérie | Buts pour le Maroc | Diff. |
| ---------------------------- | ----- | ------- | ---- | ----- | ------------------- | ------------------ | ----- |
| En Algérie                   | 5     | 4       | 0    | 1     | 10                  | 3                  | +7    |
| Au Maroc                     | 7     | 1       | 1    | 5     | 7                   | 13                 | -6    |
| Terrains neutres             | 5     | 2       | 2    | 1     | 7                   | 6                  | +1    |
| Total                        | 17    | 7       | 3    | 7     | 24                  | 22                 | +2    |
| Amicaux                      | 13    | 2       | 8    | 3     | 9                   | 10                 | -1    |
| Bilan (officiels et amicaux) | 30    | 9       | 11   | 10    | 33                  | 32                 | +1    |

## Confrontations A', B, XI
| # | Date               | Compétition              | Lieu                                         | Match                 | Score            | Buteurs ALG                 | Buteurs MAR                                        |
| - | ------------------ | ------------------------ | -------------------------------------------- | --------------------- | ---------------- | --------------------------- | -------------------------------------------------- |
| 1 | 20-28 juillet 1970 | JUSM 1970                | Stade Chedly-Zouiten, Tunis                  | Algérie XI - Maroc XI | 3 – 0            | Bachi , Sellami , Henkouche |                                                    |
| 2 | 22 janvier 1985    | Coupe Nehru 1985         | Maharajah College Stadium, Ernakulam (Kochi) | Maroc - Algérie B     | 4 – 0            |                             | Benhaki 12e, El Biyaz 44e, Timoumi 56e, Dahane 64e |
| 3 | 13 août 1985       | Jeux Arabes 1985         | Stade Moulay-Abdallah, Rabat                 | Maroc - Algérie B     | 1 – 0 ap         |                             | Lamriss                                            |
| 4 | 19 septembre 1987  | Jeux méditerranéens 1987 | Al-Assad Stadium, Lattaquié                  | Algérie B - Maroc B   | 1 – 2            | ? 23e                       | El Gharef 49e, Nader                               |
| 5 | 1er mars 2002      | Coupe LG 2002            | Stade Mohammed-V, Casablanca                 | Maroc Ol. - Algérie B | 0 – 0 (4 – 5tab) |                             |                                                    |
| 6 | 3 mai 2008         | Qualifications CHAN 2009 | Stade de Koléa, Koléa                        | Algérie A' - Maroc A' | 1 – 1            | Seguer 5e                   | Ainy 34e                                           |
| 7 | 17 mai 2008        | Qualifications CHAN 2009 | Stade de Fès, Fès                            | Maroc A' - Algérie A' | 1 – 1 (3 – 1tab) | Dehouche 82e                | Madihi 29e                                         |
| 8 | 21 septembre 2019  | Qualifications CHAN 2020 | Stade Mustapha-Tchaker, Blida                | Algérie A' - Maroc A' | 0 – 0            |                             |                                                    |
| 9 | 19 octobre 2019    | Qualifications CHAN 2020 | Stade municipal de Berkane, Berkane          | Maroc A' - Algérie A' | 3 – 0            |                             | Benoun 27e (pen.), Ahaddad 32e, Nahiri 41e         |